# Dear Boy (episodio de Ángel)
Dear Boy conocido en América Latina como Mi Chico y en España como Querido Niño. Es el quinto episodio de la segunda temporada de la serie de televisión estadounidense Ángel. Escrito y dirigido por David Greenwalt. El episodio se estrenó originalmente el 24 de octubre del año 2000 por la WB Network. En este episodio Ángel por fin descubre que su creadora está viva como una humana y está dispuesta a seducirlo con tal de "hacerlo feliz." 

## Argumento
En el Hyerion, Ángel se despierta encontrando a Cordelia y a Wesley pelando nuevamente hasta que Cordelia tiene una visión sobre unos adoradores humanos de un demonio peleando a muerte en una especie de templo antiguo. La pandilla entera va al lugar de la visión donde con intervención de Gunn y su nueva hacha consiguen derrortar al demonio Thrall, responsable prácticamente de los eventos. Angel, aun afectado por sus sueños constantes con su dueña, decide caminar a su hogar hasta que se sorprende de ver en la calle a la propia Darla. 
En el pasado, Ángelus camina por la calle hasta que se encuentra con Darla quien ha asesinado a dos personas en un callejón. Acto seguido la vampiresa le apunta a su creación, a una joven mujer, pura y dotada de un don para predecir las cosas; la mujer resulta ser Drusilla. Ángelus cruelmente mata a toda la familia de Drusilla y le comenta a Darla que tiene planeado convertir a la torturada chica en una vampiresa para preservarla en su estado de manera permanente.
De regreso en el presente Ángel, Cordelia y Wesley tratan de ayudar a un potencial cliente a probarle que su mujer lo esta engañando, quien ridículamente se excusa con ser secuestrada por extraterrestres. Antes de terminar la misión, un desesperado Ángel contempla en el hotel a Darla nuevamente, quien se identifica con el nombre de DeEtta Kramer y corre bajo la luz del sol para reunirse con su esposo, Stephen Kramer, sin reducirse a cenizas. A pesar de estar confundido por los eventos recientemente ocurridos, Ángel sigue creyendo que la mujer que vio es su creadora y parte a su dirección para sacarse de dudas de una vez por todas.   
En la estación de policía, Kate recibe la visita de un amigo que le entrega un sobre con la nueva dirección de Investigaciones Ángel en el viejo hotel Hyperion. En la casa de los Kramer, Darla se prepara con Lindsey para inculpar a Ángel del asesinato de Stephen Kramer, quien muere asesinado por un vampiro en la casa oculto como un guardaespaldas del falso matrimonio. Acto seguido, Darla llama a emergencias para orillar a Ángel a entrar en la casa y hacerlo parecer una entrada forzada. La noticia del asesinato cometido por Ángel llega a los oídos de Kate y junto a un equipo SWAT empieza a revisar el Hyperion e interrogar a los empleados del vampiro. 
Ángel, por otra parte, secuestra a Darla y la lleva hasta el templo del demonio Thrall donde aparenta estar a punto de matarla y en su lugar acaba besándola. Darla entonces algo satisfecha admite haber estado jugando con él en su intento por volcarlo al lado del mal siguiendo las órdenes de Wolfram&Hart. Darla trata de seducir a Ángel para intentar hacerlo feliz. No obstante Ángel le advierte que nunca lo hizo feliz y que como humana ya tiene su alma restaurada y que es solo cuestión de tiempo para que comience a repentirse de todos sus pecados cometidos en su vida pasada. Darla no dándose por vencida escapa del templo no sin antes advertirle que todavía lo quiere.  
De regreso en el hospital el resto del equipo Investigaciones Ángel consiguen probarle a Kate la inocencia del vampiro al descubrir que Ángel no pudo haber entrado a la residencia Kramer a no ser que haya recibido una invitación o los dueños del hogar estén muertos. Al no encontrar a Angel oculto en el hotel y sin evidencia de sus acusaciones, Kate se marcha. 
Unas horas después Wesley y Cordelia confrontan a Ángel para ver si es malo. Ángel les comenta a sus empleados que W&H se está metiendo con ellos y que deben responder.

## Elenco
- David Boreanaz como Ángel.
- Charisma Carpenter como Cordelia Chase.
- Alexis Denisof como Wesley Wyndam Pryce.
- J. Agust Richards como Charles Gunn.

## Producción
El creador de la serie David Greenwalt es acreditado de escribir el episodio. Aunque las escenas entre Ángel y Darla fueron escritas por Marti Noxon.

## Continuidad
- Investigaciones Ángel por fin descubre que Darla fue el ser que fue alzada por Wolfram & Hart cuando los abogados trajeron al demonio Vocah. Incluso Ángel se da cuenta de que sus sueños fueron manipulados por su creadora y que la misma está viva.
- Lindsey le explica a Darla que no quieren a Ángel muerto sino "oscuro".
- Darla y Cordelia mencionan la relación pasada de Ángel y Buffy.